# Емельянов, Дмитрий Александрович (волейболист)
Емельянов Дмитрий Александрович (род. 1 августа 1995, Челябинск) — российский волейболист, связующий. Серебряный призёр Всемирной Летней Универсиады 2017.

## Спортивная биография
Дмитрий Емельянов начал заниматься волейболом в СДЮСШОР-12 города Челябинска под руководством тренера Киселёвой Светланы Юрьевны. В 2010 году на Чемпионате России среди юношей 1995 г.р. команда Челябинской области заняла второе место.
В 2012 году Дмитрий был приглашен в систему клуба "Зенит-Казань" и вошел в состав фарм-команды "Зенит-УОР", которая выступала в Молодежной лиге под руководством Андрея Борисовича Кукушкина. На следующий сезон Дмитрий перешел в фарм-команду «Академия-Казань», но под конец сезона его взяли на усиление для участия в Кубке Молодежной лиги в "Зенит-УОР", где команда завоевала бронзовые медали. В сезоне 2014—2015 Дмитрий защищал цвета "Зенита" в Молодежной лиге.
В 2015 году Дмитрий перешел в стерлитамакскую команду «Спортакадемия-ВРЗ», выступающую в Высшей лиге Б. В том сезоне команда заняла третье место и гарантировала себе выход в Высшую лигу А. На следующий сезон Дмитрия пригласило пермское "Прикамье" под руководством опытнейшего специалиста Владимира Владимировича Викулова. По итогу сезона "Прикамье" заняло 3 место в Высшей лиге А.
В 2017 году Дмитрий вошел в состав национальной студенческой сборной на Всемирную Летнюю Универсиаду в Тайбэе под руководством Константина Анатольевича Сиденко. Сборная России уступила в финале сборной Ирана и завоевала серебряные медали.
После выступления на Всемирной Летней Универсиаде, Дмитрий продолжил свою карьеру в Высшей лиге А, защищая цвета таких клубов, как "Академия-Казань", «Динамо»,«Тюмень»,а также «Автомобилист».
В сезоне 2022-2023 Дмитрий выступал за казахстанский клуб «Буревестник» из Алматы, с которым завоевал бронзу Чемпионата Казахстана и серебро Кубка Казахстана. В сезоне 2023-2024 он начал выступать за израильскую команду «Маккаби» из Ашдода, а в январе перешел в белорусскую команду «Энергия» из Гомеля, где помог команде впервые в истории клуба завоевать серебро Чемпионата Белоруссии.